# Apladrapsa ochracea
Apladrapsa ochracea är en fjärilsart som beskrevs av John Henry Leech 1900. Apladrapsa ochracea ingår i släktet Apladrapsa och familjen nattflyn. Inga underarter finns listade i Catalogue of Life.